# Ратов Андрій Іванович
Андрій Іванович Ратов (2 вересня 1893 — 30 червня 1978) — радянський військовий. Учасник Німецько-радянської війни. Герой Радянського Союзу (1943). Гвардії генерал-майор.

## Біографія
Народився 2 вересня 1893 року в селі Чирикова нині Уржумского району Кіровської області в селянській родині. З дитинства жив у місті Одесі. Закінчив 8 класів. До призову на військову службу працював шевцем.
В армії А. І. Ратов з 1918 року. Учасник 1-ї світової і громадянської воєн. У 1925 році закінчив артилерійську школу. Брав участь у збройному конфлікті біля озера Хасан, вторгненні в Польщу і Радянсько-фінській війні.
На фронтах Німецько-радянської війни з червня 1941 року. Командир 4-го гвардійського гарматного артилерійського полку 9-ї артилерійської дивізії 1-ї гвардійської армії Південно-Західного фронту гвардії полковник А. І. Ратов в період оборонних боїв на річці Міус в лютому 1943 року вміло керував вогнем свого полку, чим сприяв утриманню зайнятих позицій.
Звання Героя Радянського Союзу присвоєно указом Президії Верховної Ради СРСР від 7 березня 1943 року.
З квітня 1943 року й до кінця війни полковник Ратов — командир 9-ї артилерійської дивізії прориву Резерву Головного Командування на Південно-Західному і 3-му Українському фронтах. Учасник ІзюмБарвінківської, Донбаської, Запорізької, Никопольсько-Криворізької, Березнеговато-Снігурівської, Одеської, Ясько-Кишинівської, Бухарестсько-Арадської, Белградської, Будапештської наступальних і Балатонської оборонної, Віденської наступальної операцій. До Перемоги його дивізія іменувалася Запорізька Червонопрапорна ордена Суворова 9-а артилерійська дивізія прориву РГК, 15 раз вона називалася в наказах Верховного Головнокомандувача.
У 1946 генерал-майор артилерії А. І. Ратов закінчив Вищі артилерійські курси при Військовій академії імені Ф. Е. Дзержинського. Служив на командних посадах в Радянській армії. В запас звільнився в 1953 році з посади заступника командувача артилерією Таврійського військового округу. З 1955 року генерал-майор А. І. Ратов у відставці. Жив в Одесі. Помер 30 червня 1978 року. Похований в Одесі на 2-му Християнському кладовищі.

## Нагороди
- Медаль «Золота Зірка»
- три ордени Леніна
- чотири ордени Червоного Прапора
- орден Суворова 2-го ступеня
- орден Кутузова 2-го ступеня
- орден Богдана Хмельницького 2-го ступеня
- медалі